# Pararchidendron
Pararchidendron pruinosum  es la única especie del género monotípico Pararchidendron que pertenece a la familia de las fabáceas.

## Distribución y hábitat
Es un árbol del bosque lluvioso de Australia que crece cerca del Río Shoalhaven (34° S) en Nueva Gales del Sur hasta Herberton (17° S) en el norte de Queensland. Se encuentra también en Nueva Guinea e Indonesia. Nombres comunes incluyen Palo nieve (Snow-wood), Tulipán Siris (Tulip Siris) y Oídos de mono (Monkey's Earrings). El hábitat del palo nieve es tropical, subtropical y templado, en los bosques litorales y ribereños.

## Descripción
El palo nieve es un árbol de talla mediana, alcanzando15 metros de altura y 35 cm de diámetro en el tronco. El tronco es rojizo y las hojas pinnadas con bordes parecidos a encaje le dan una apariencia agradable.
El tronco de Pararchidendron pruinosum es cilíndrico, y no está ensanchado en la base. La corteza es café rojiza adornada con pústulas corchosas. 

### Hojas
Las hojas son alternadas y bipinnadas. El tallo principal de la hojas tiene uno a tres pares de tallos de hojas secundarios y opuestos. De cinco a siete foliolos alternadamente dispuestos en los tallod de las hojas. Las hojas son enteras, lanceoladas, de cuatro a cinco cm de largo, 13 a 20 mm de ancho. La punta se estrecha a un punto, la base de la hoja es oblicua. Las hojas son verdes en ambas superficies, ligeramente pálidas en el envés. La nervadura de la hoja es notoria, con una vena central levantada visible tanto en el haz como en el envés .

### Flores y fruto
Las flores son vellosas, blancas o verdosas, fragrantes, sin embargo después se tornan amarillas. El periodo de floración es desde octubre hasta enero.
La vaina del fruto madura de febrero a junio. Se parece a la de las acacias, muy torcida y aplanada. Las semillas son negras, brillosas y en su mayoría planas y de forma oval. Se recomienda la escarificación de las semillas para ayudar a la germinación, la cual es lenta pero bastante confiable.

## Galería

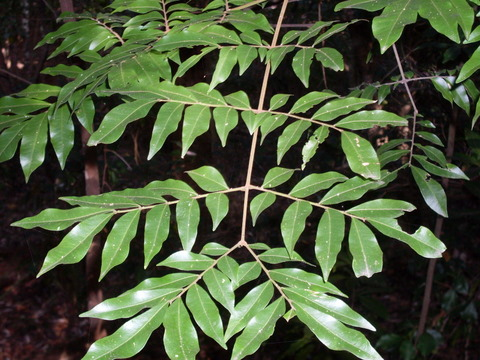
Palo nieve en Seven Mile Beach en el límite mas meridional de su distribución natural
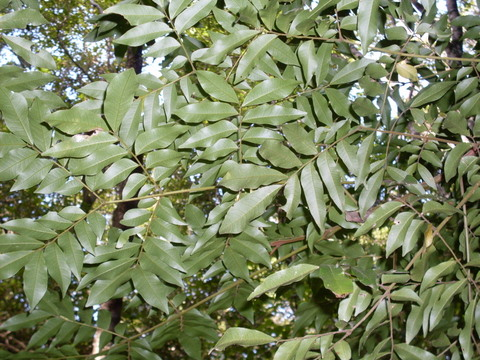
Palo nieve en Seven Mile Beach en el límite mas meridional de su distribución natural
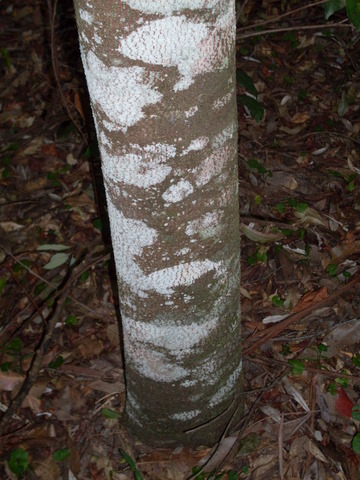
Palo nieve en Seven Mile Beach en el límite mas meridional de su distribución natural